# Copriferro

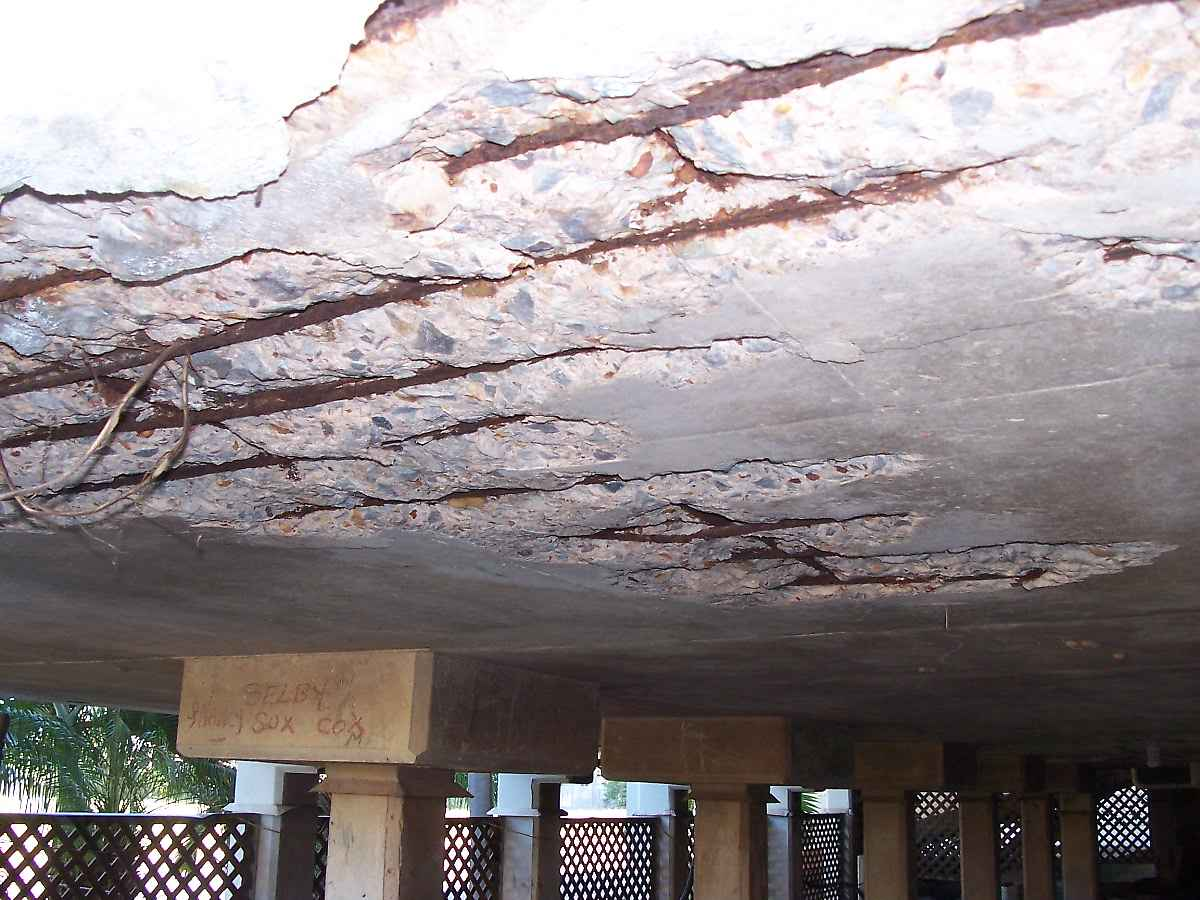
Effetti di uno spessore del copriferro troppo sottile

Il copriferro nelle strutture in calcestruzzo armato è 
la distanza fra la superficie esterna dell'armatura (inclusi staffe, collegamenti e rinforzi superficiali se presenti) più vicina alla superficie del calcestruzzo, e la superficie stessa del conglomerato cementizio.
Normalmente si usa il termine di copriferro sia per indicare la quantità di calcestruzzo che ricopre le armature sia la distanza tra il bordo teso della sezione e il baricentro delle armature resistenti nel calcolo delle sezioni in cemento armato secondo la teoria e tecnica delle costruzioni.
Per tale motivo spesso per evitare equivoci il primo viene indicato anche ricoprimento.

## Funzioni
Il copriferro serve ad assicurare sia la corretta trasmissione delle forze di aderenza delle barre di armatura, sia un'adeguata protezione dell'armatura resistente dall'ambiente esterno che potrebbe causare la corrosione dei tondini che tenderebbero a danneggiare il calcestruzzo armato fino a comprometterne le caratteristiche meccaniche richieste.
Un altro compito del copriferro è quello di garantire una maggiore resistenza al fuoco della membratura ed evitare lo spalling.
Pertanto lo strato di ricoprimento di calcestruzzo deve essere dimensionato in funzione dell'aggressività dell'ambiente e della sensibilità delle armature alla corrosione, tenendo conto della tolleranza della posa, e delle tensioni di aderenza acciaio - calcestruzzo.
Inoltre per consentire un getto omogeneo del calcestruzzo deve essere rapportato alle dimensioni massime degli aggregati utilizzati.
In generale tutte le normative per le costruzioni stabiliscono dei valori minimi di copriferro che possono essere adottati in ambienti scarsamente aggressivi da elevare opportunamente in presenza di ambiente fortemente aggressivi, quali possono ad esempio essere ambienti marini o condotte fognarie, e in funzione della porosità del calcestruzzo e della sensibilità dell'armatura alla corrosione.

### Copriferro e corrosione
Oltre ad un idoneo spessore, il copriferro deve risultare compatto in modo da non favorire la penetrazione degli agenti ambientali che promuovono la corrosione dei ferri, come l'anidride carbonica e i cloruri, e/o che la alimentano, come l'acqua e l'ossigeno.
Per ridurre la porosità del copriferro bisogna prevedere un calcestruzzo con bassi rapporti acqua/cemento e adottare in fase di stagionatura tutti quegli accorgimenti necessari a garantire il completo grado di idratazione del cemento.

## Distanziatori

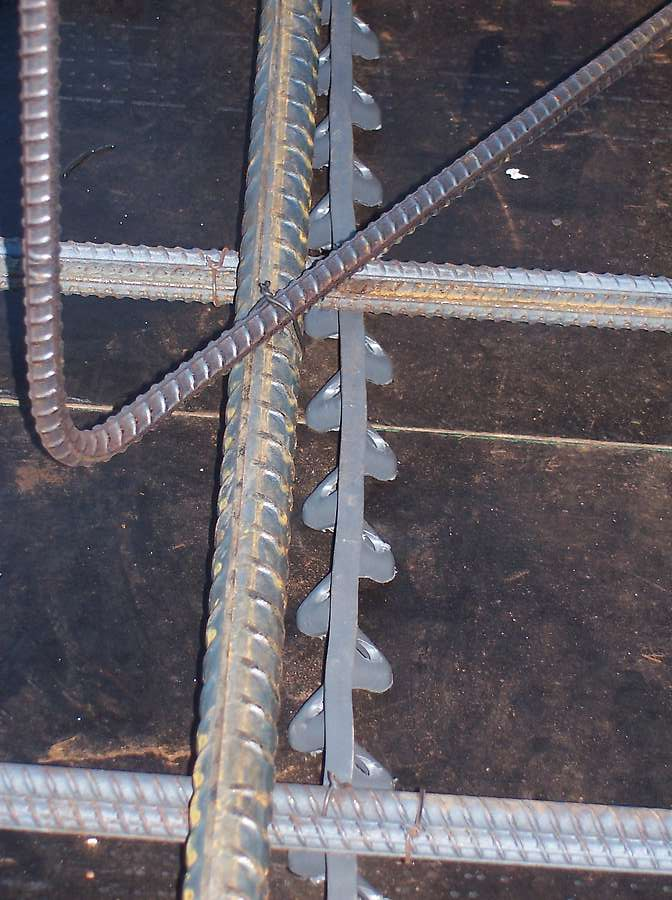
Distanziatore lineare in plastica

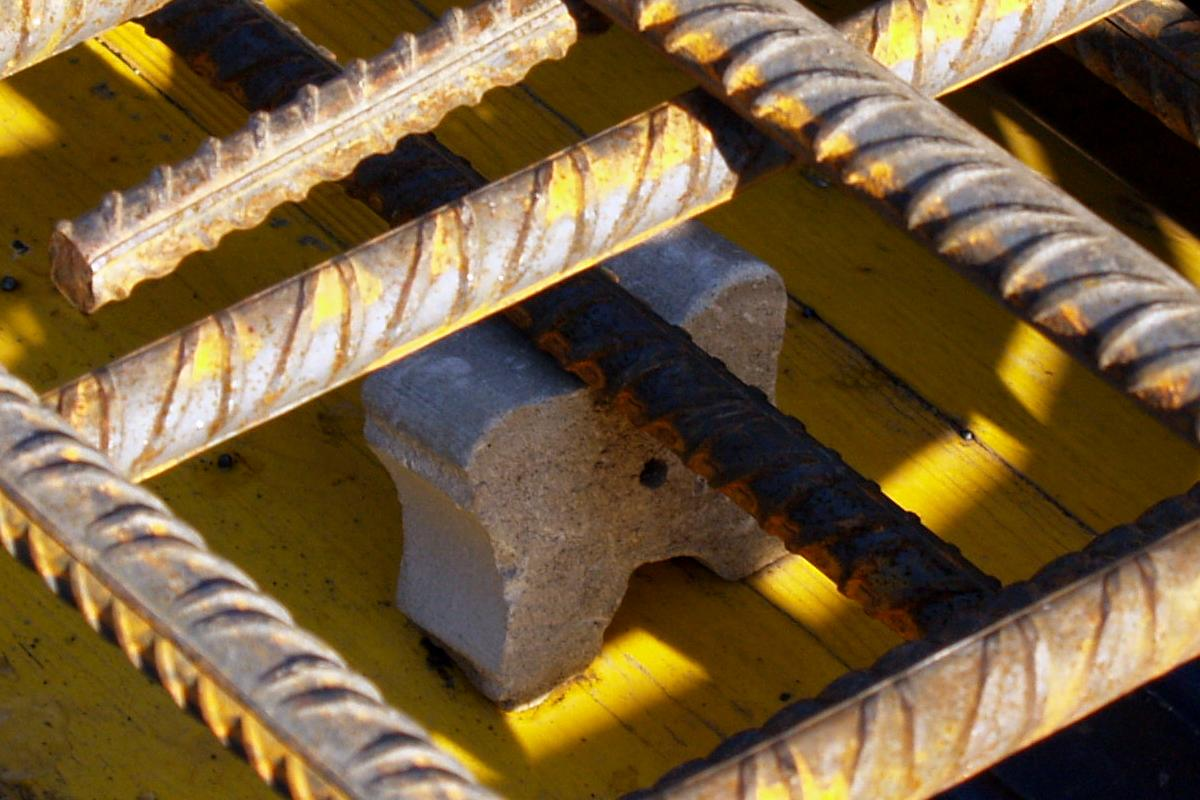
Distanziatore puntiforme.

Per garantire la posizione corretta delle armature devono essere utilizzati un idoneo numero di distanziatori.
I distanziatori devono essere in plastica o a base di malta cementizia, in modo da non innescare la corrosione dei ferri di armatura, e di forma e geometria tali da minimizzare la superficie di contatto con il cassero.
Spesso, ma erroneamente, specialmente nelle strutture di fondazione, vengono utilizzati al posto dei distanziatori spezzoni di tondino di ferro.
In questo caso, gli spezzoni, non essendo idoneamente protetti dalla azione degli agenti atmosferici, si ossidano creando dei punti in cui si può innescare la corrosione delle armature che si trovano a contatto diretto con questi.
I distanziatori devono essere inoltre capaci di sopportare il carico trasmesso dalle barre di armatura fino all'indurimento del conglomerato cementizio.
I distanziatori possono essere:
LineariUtilizzati nelle strutture di fondazione o nelle piastre, con lo scopo di mantenere in posizione più di una barra dell'armatura inferiore della membratura bidimensionale. Possono essere in materiali plastici o in acciaio zincato o inossidabile;
PuntualiChe agiscono sulla singola barra. Possono essere in plastica di forma diversa o in malta cementizia
cavallottisia lineari che puntuali e si ottengono dal taglio e piegatura di una rete elettrosaldata. Possono essere in acciaio zincato o inossidabile
pinne o cavallettiChe servono a sostenere le armature interne superiori di più strutture bidimensionali e si ottengono direttamente in cantiere dalla piegatura di barre d'armatura. La forma della parte verticale è quella di una U rovescia con le gambe di appoggio orizzontali realizzate da parti opposte per garantirne la stabilità. Non hanno nessuna funzione strutturale e per creare problemi di innesco della corrosione si deve evitare di poggiarli direttamente sul cassero ma vanno poggiati sul reticolo di armatura inferiore o su distanziatori puntuali o lineari.
Distanziale integratoIn tempi relativamente recenti è comparsa sul mercato anche una casseratura metallica a perdere nota come QuikJet che integra anche i distanziali per l'armatura. In questo modo si ha la certezza del corretto copriferro uniformemente su tutto il manufatto in cls. Oltre ad offrire numerosi altri vantaggi, questa casseratura corregge eventuali disallineamenti dovuti alle inevitabili imperfezioni dell'armatura.
La normativa vigente italiana non riporta alcuna indicazione a proposito delle modalità di posa dei distanziatori.
Comunque esistono delle regole generali in merito:
- elementi bidimensionali orizzontali (piastre, piastre di fondazione):
  - il registro inferiore del reticolo inferiore di armatura deve poggiare su distanziatori che garantiscano lo spessore di copriferro di progetto. Nel caso di distanziatori lineari questi devono distare tra loro s ≤ 50 d (dove d è il diametro della barra) e comunque s ≤ 1 m. Se i distanziatori sono puntuali i suddetti limiti valgono in entrambe le direzioni;
  - il registro superiore di armatura deve poggiare su:
    - cavalotti lineari distanti fra loro s ≤ 50 d (dove d è il diametro della barra) e comunque s ≤ 50 m;
    - cavallotti puntuali distanti fra loro s ≤ 50 d (dove d è il diametro della barra) e comunque s ≤ 50 m in entrambe le direzioni;
- cavallotti distanti fra loro s ≤ 50 d (dove d è il diametro della barra) e comunque s ≤ 50 m in entrambe le direzioni;
- elementi bidimensionali verticali (lastre, travi parete, ecc.):
- sia sul reticolo di armature interno che esterno vanno disposti distanziatori idonei a garantire il copriferro di progetto. Nel caso di distanziatori lineari questi devono distare tra loro s ≤ 50 d (dove d è il diametro della barra) e comunque s ≤ 50 m. Se i distanziatori sono puntuali i suddetti limiti valgono in entrambe le direzioni. Inoltre tra due barre contigue i distanziatori devono essere sfalsati;
- per garantire la distanza di progetto fra i due reticoli si possono utilizzare cavallotti o cavaletti distanti s ≤ 1 m;
- travi: i distanziatori vanno posti in corrispondenza delle staffe, che sono i ferri più esterni della griglia di armatura di una trave, distanti in senso longitudinale s ≤ 1 m. In corrispondenza delle testate delle travi vanno posti distanziatori per garantire il copriferro.
- pilastri: i distanziatori vanno posti in corrispondenza delle staffe, che sono i ferri più esterni della griglia di armatura di pilastro, e distanti in senso longitudinale s ≤ 100 d (d = diametro armatura principale) e comunque s ≤ 2 m

## Copriferro e classi di esposizione
Lo strumento normativo più adeguato con il quale determinare lo spessore di ricoprimento è l'Eurocodice 2.
La UNI EN 1992-1-1, che rappresenta la versione italiana dell'Eurocodice 2, stabilisce per ogni classe strutturale S, il relativo copriferro minimo (meglio indicato con il termine copristaffa) dovuto alle condizioni ambientali, determinate attraverso la norma UNI EN 11104:2004, indicato con cmin,dur (mm)
L'Eurocodice prevede 6 classi strutturali, la S4 è quella di riferimento e corrisponde ad una vita utile di progetto della struttura di 50 anni.
Nel caso di calcestruzzi con armatura lenta o ordinaria i valori di cmin,dur in funzione delle più comuni classi di esposizione e classi strutturali sono le seguenti:
classe strutturale S3
- X0 - 10 mm
- XC1 - 10 mm
- XC2/XC3 - 20 mm
- XC4 - 25 mm
- XD1/XS1 - 30 mm
- XD2/XS2 - 35 mm
- XD3/XS3 - 40 mm

classe strutturale S4
- X0 - 10 mm
- XC1 - 15 mm
- XC2/XC3 - 25 mm
- XC4 - 30 mm
- XD1/XS1 - 35 mm
- XD2/XS2 - 40 mm
- XD3/XS3 - 45 mm

classe strutturale S5
- X0 - 15 mm
- XC1 - 20 mm
- XC2/XC3 - 30 mm
- XC4 - 35 mm
- XD1/XS1 - 40 mm
- XD2/XS2 - 45 mm
- XD3/XS3 - 50 mm

classe strutturale S6
- X0 - 20 mm
- XC1 - 25 mm
- XC2/XC3 - 35 mm
- XC4 - 40 mm
- XD1/XS1 - 45 mm
- XD2/XS2 - 50 mm
- XD3/XS3 - 55 mm

Nel caso di calcestruzzi con armatura precompressa i valori di cmin,dur in funzione delle più comuni classi di esposizione e classi strutturale sono le seguenti:
classe strutturale S3
- X0 - 10 mm
- XC1 - 20 mm
- XC2/XC3 - 30 mm
- XC4 - 35 mm
- XD1/XS1 - 40 mm
- XD2/XS2 - 45 mm
- XD3/XS3 - 50 mm

classe strutturale S4
- X0 - 10 mm
- XC1 - 25 mm
- XC2/XC3 - 35 mm
- XC4 - 40 mm
- XD1/XS1 - 45 mm
- XD2/XS2 - 50 mm
- XD3/XS3 - 55 mm

classe strutturale S5
- X0 - 15 mm
- XC1 - 30 mm
- XC2/XC3 - 40 mm
- XC4 - 45 mm
- XD1/XS1 - 50 mm
- XD2/XS2 - 55 mm
- XD3/XS3 - 60 mm

classe strutturale S6
- X0 - 20 mm
- XC1 - 35 mm
- XC2/XC3 - 45 mm
- XC4 - 50 mm
- XD1/XS1 - 55 mm
- XD2/XS2 - 60 mm
- XD3/XS3 - 65 mm

Il valor di cmin,dur è funzione di alcuni parametri come ad esempio la classe di resistenza del calcestruzzo e la vita utile di progetto della struttura.
Nel caso di vita utile di 100 anni, per ogni classe di esposizione, la UNI EN 1992-1-1:2005 consiglia di aumentare di 2 classi strutturali (S6) mentre per un calcestruzzo con classe di esposizione ad esempio XC4, nel caso di classe di resistenza ≥ C40/50 (Rck 50) consiglia di ridurre di 1 classe strutturale.

## Calcolo del copriferro
Poiché bisogna garantire alle armature un copriferro minimo, cmin, al fine di assicurare:
- la corretta trasmissione delle forze di aderenza;
- la protezione dell'acciaio contro la corrosione;
- un'adeguata resistenza al fuoco (UNI EN 1992-1-2).

Il cmin dovrà essere assunto dal progettista pari al maggiore tra:
- il copriferro minimo per garantire l'aderenza acciaio - calcestruzzo (cmin,b[3])
- il copriferro minimo per garantire la durabilità prevista (cmin,dur[4])
- ove richiesto, il copriferro minimo per garantire la resistenza al fuoco (cmin,f[5]);
- 10 mm.

Noto il valore minimo del copriferro bisogna determinare il valore del copriferro nominale di progetto che è definito come il copriferro minimo cmin più un margine per gli scostamenti Δcdev (tolleranza di esecuzione relativa al copriferro) e che deve essere indicato negli elaborati progettuali:
- cnom = cmin + Δcdev

Nel caso di controlli in cantiere del copriferro non accurati, il valore raccomandato di Δcdev è pari a 10 mm.

Nel caso di controlli più accurati, Δcdev può essere ridotto.

## Copriferro per resistenza al fuoco
Fra gli agenti potenzialmente aggressivi dell'acciaio, particolare e peculiare importanza riveste il fuoco, siccome la sua azione comporta un riscaldamento brusco dell'acciaio che, oltre a dilatarsi, tendendo a fessurare lo stesso calcestruzzo, superata una certa soglia di temperatura (solitamente attorno agli 815 °C) perde repentinamente circa il 90% della sua resistenza meccanica, potendo, in tal modo, causare la crisi e il collasso strutturale.
Per questo motivo, quando un'ossatura portante in conglomerato cementizio armato deve possedere una predeterminata resistenza al fuoco (che si esprime con la lettera R seguita dal numero di minuti minimo per il quale deve essere garantita la resistenza: ad esempio, R120 equivale a due ore di resistenza al fuoco), le normative tecniche forniscono spessori minimi di ricoprimento delle barre maggiorati rispetto ai casi ordinari, e maggiorati tanto più, quanto più elevata dev'essere la R e quanto più l'elemento strutturale è potenzialmente esposto all'azione del fuoco. Ad esempio, una trave alta che può essere esposta su tre facce all'azione del fuoco necessita, a parità di R, un copriferro assai maggiore di quello richiesto per una trave in spessore di solaio che ha una sola faccia, quella intradossale, esposta al fuoco. 

A maggior ragione ha importanza lo spessore del copriferro in relazione alla presenza di barre d'acciaio armonico pretese in elementi strutturali in conglomerato cementizio armato precompresso (ad esempio travi su grandi luci, tegoli dei capannoni industriali, ecc.), siccome una diminuzione di resistenza delle barre d'acciaio armonico o anche solo una dilatazione rilevante delle stesse (con conseguente rilassamento dell'effetto di pretensione), potrebbe comportare l'immediato collasso strutturale.

## Spessore di ricoprimento delle armature di precompressione
Fermo restando che il ricoprimento va accuratamente studiato e definito nelle verifiche di fessurazione previste dalla normativa vigente in prima approssimazione si possono prendere come riferimento i seguenti valori:
- le superfici esterne dei cavi post-tesi devono distare dalla superficie del conglomerato cementizio non meno di 30 mm. In ambiente aggressivo la distanza deve essere superiore a 50 mm;
- per le armature pre-tese, in corrispondenza della testata i trefoli devono essere protetti da un ricoprimento di almeno 35 mm, ovvero vanno protetti con un equivalente materiale protettivo.